# مقاطعة آدمز (أوهايو)
مقاطعة آدمز (بالإنجليزية: Adams County)‏ هي إحدى مقاطعات ولاية أوهايو في الولايات المتحدة الأمريكية.

## معرض صور

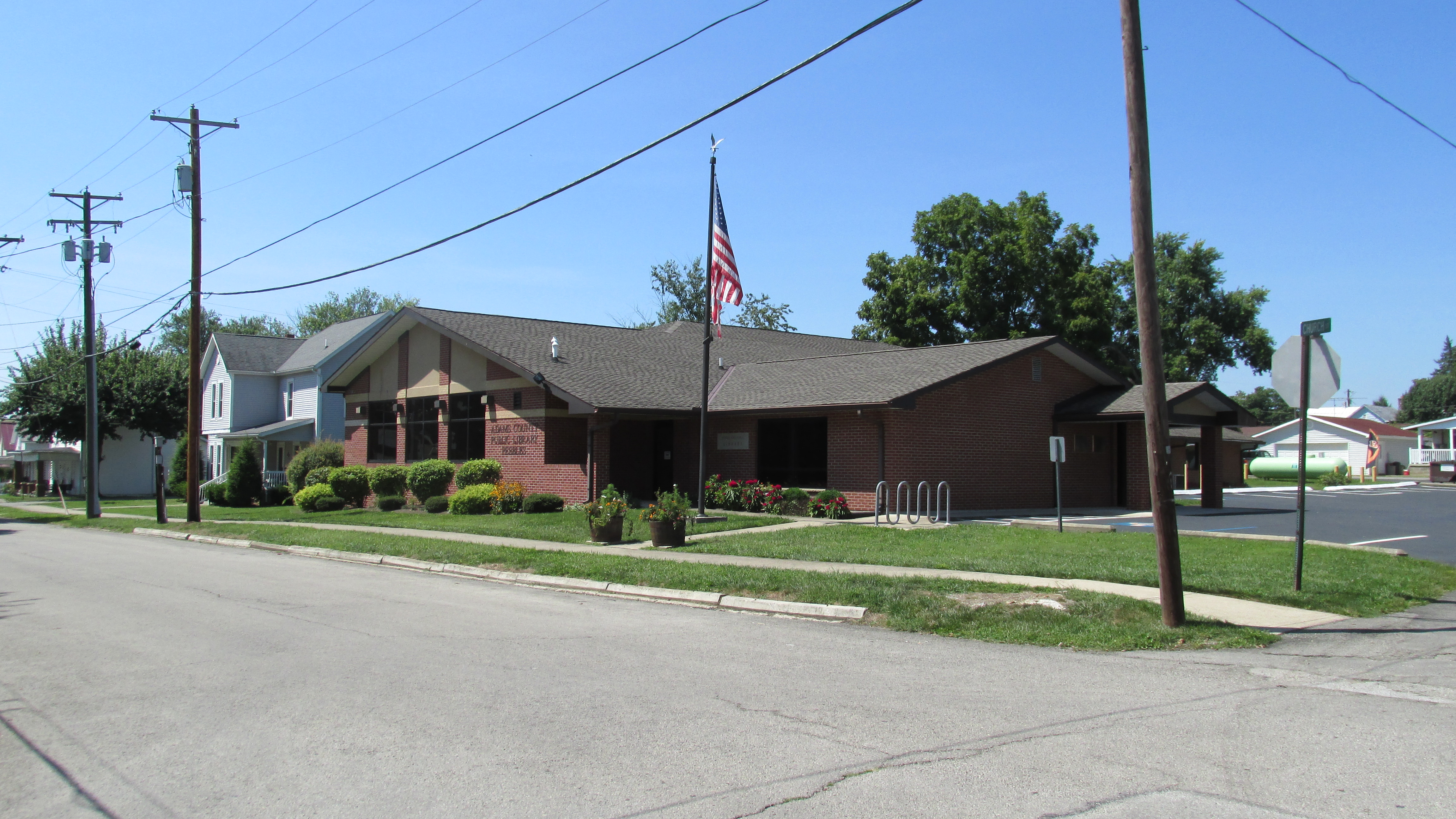
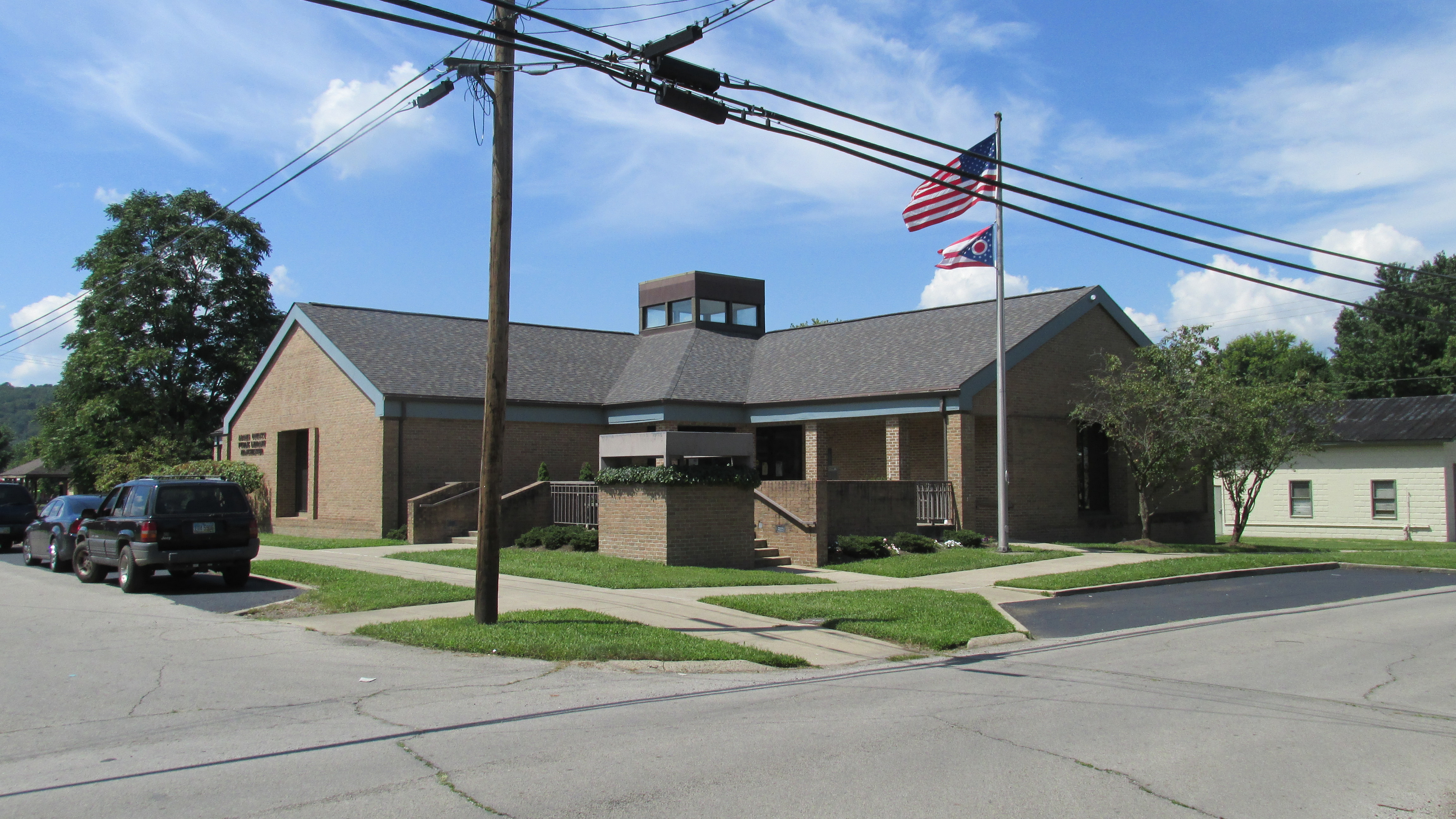
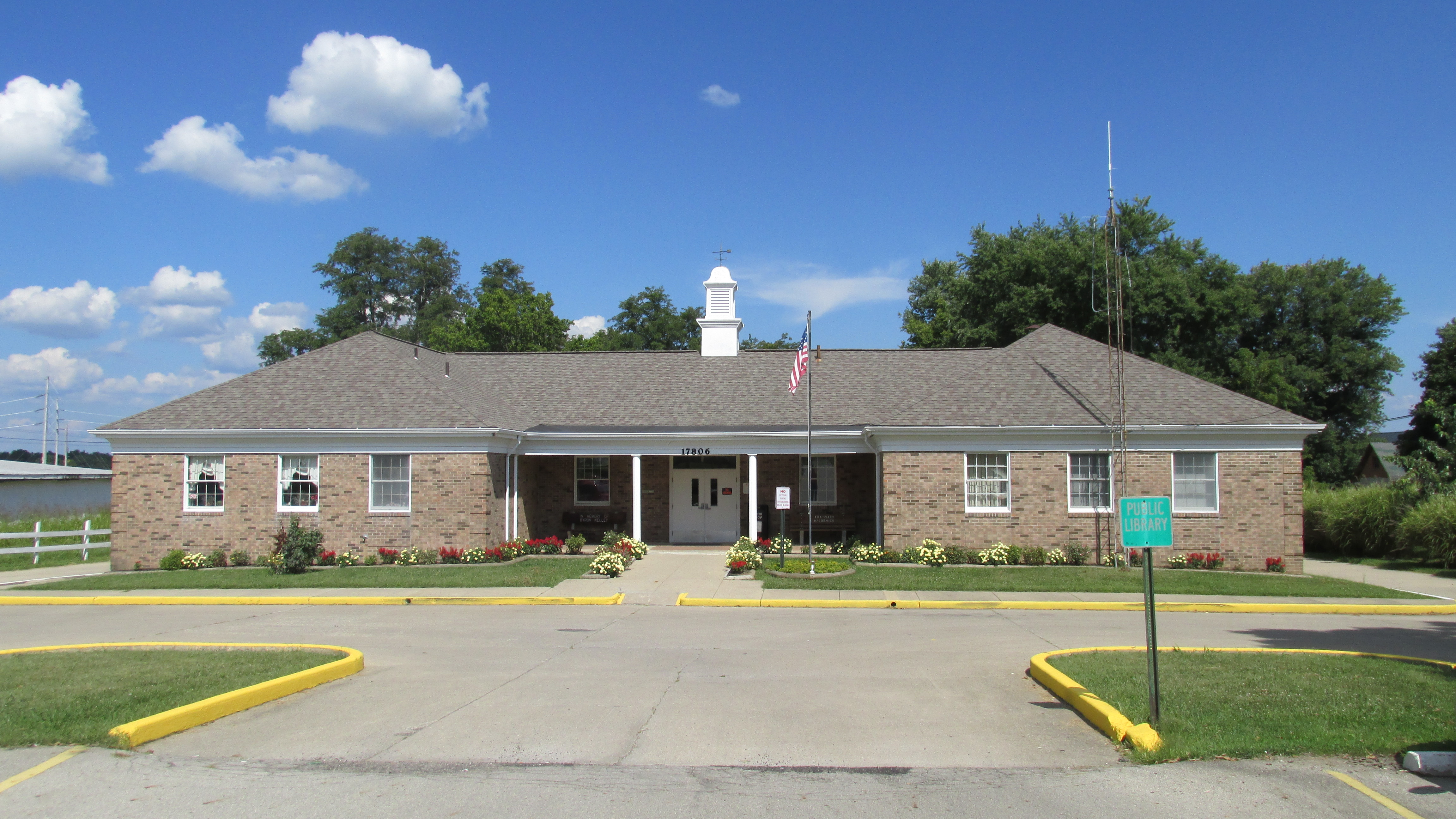
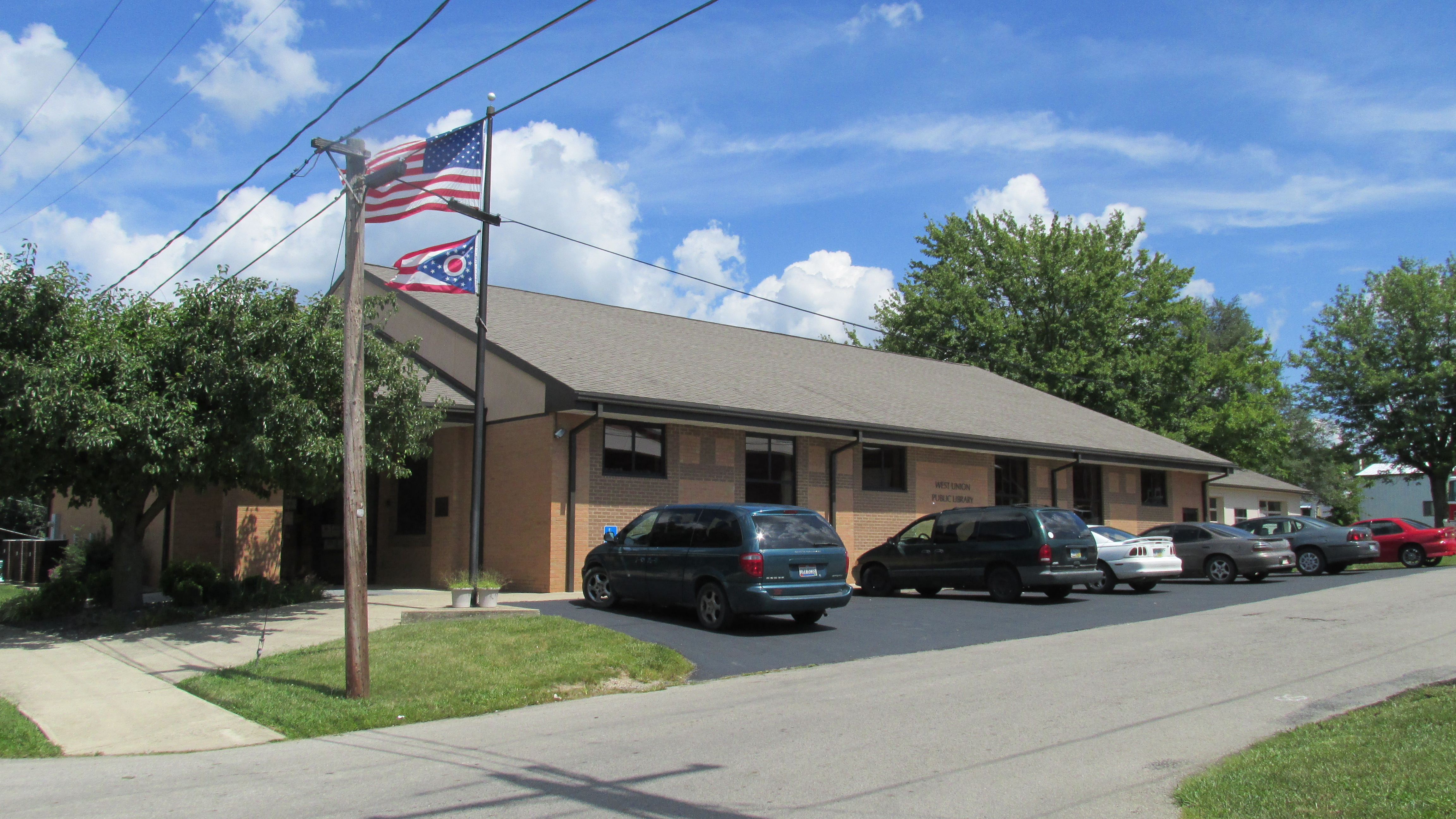

## أعلام
- كلارنس وودز
- ألبرت ر. أندرسون
- فرنسيس ماريون رايت
- دوغ وايت